# Cali Iz Active
Cali Iz Active – album studyjny grupy Tha Dogg Pound, który ukazał się 27 czerwca 2006. 8 dni wcześniej wyciekł do Internetu. Wydawcą albumu była wytwórnia Doggy Style Records oraz Koch Records. Płyta zadebiutowała na 28. miejscu amerykańskiej listy sprzedaży Billboard 200. Gościnnie wystąpili Snoop Dogg, P. Diddy, The Lady of Rage, RBX, Paul Wall, Ice Cube, David Banner czy Nate Dogg. Płytę promował singel Cali Iz Active.

## Lista utworów
1. Cali Iz Active
  - produkcja: Battlecat
2. Kushn N Pushn
  - produkcja: L.T. Moe
3. Sittin on 23z
  - produkcja: Swizz Beatz
4. Stop Lyin
  - produkcja: Battlecat
5. It's Craccin All Night
  - gościnnie: P. Diddy
  - produkcja: J-dubs
6. Slow Your Roll
  - produkcja: Soopafly
7. Heavyweights
  - produkcja: Ryan Leslie
8. Keep It Gangsta
  - gościnnie: Lady of Rage
  - produkcja: Soopafly
9. Hard on a Hoe
  - gościnnie: RBX
  - produkcja: Rick Rock
10. It's All Hood
  - gościnnie: Ice Cube
  - produkcja: Battlecat
11. Faknass Hoes
  - gościnnie: David Banner
  - produkcja: David Banner
12. Don't Sweat It
  - gościnnie: Nate Dogg, RBX
  - produkcja: 1500
13. Make Dat Pussy Pop
  - gościnnie Paul Wall
  - produkcja: Shondrae "Mr. Bangladesh" Crawford
14. Thrown Up Da C
  - produkcja: Soopafly
15. Face 2 Face
  - produkcja: Battlecat
16. She Likes Dat
  - produkcja: Jazze Pha